# Laguna Sausalito
La Laguna Sausalito es un embalse artificial ubicado en la ciudad de Viña del Mar, en el Gran Valparaíso, Chile. Presenta una superficie de 9.8 hectáreas y una capacidad de 400 mil m³, y vacía a través de los cauces que llegan hasta el estero Marga Marga y pertenece a la cuenca del estero de Viña.
Fue construido como embalse para la protección del cultivo de viñedos de la Hacienda la Viña del Mar por José Francisco Vergara a fines del siglo XIX. En marzo de 1929 tanto el cuerpo de agua como los terrenos circundantes fueron adquiridos por la Junta Pro Balneario de la Municipalidad de Viña del Mar, en donde se proyectó la construcción de un campo de deportes, inaugurado el 8 de septiembre de ese mismo año con el nombre de Estadio El Tranque. En 1960 el estadio y la laguna cambiaron su nombre con la firma del convenio de hermandad con la ciudad estadounidense de Sausalito.